# Lista de prêmios e indicações recebidos por Blackpink
Esta é a lista de prêmios e indicações recebidos por Blackpink, um grupo feminino sul-coreano formado em 2016 pela YG Entertainment

## Prêmios e indicações
| Premiação                              | Ano  | Categoria                                                    | Recipiente                          | Resultado | Ref.          |
| -------------------------------------- | ---- | ------------------------------------------------------------ | ----------------------------------- | --------- | ------------- |
| Anugerah Bintang Popular Berita Harian | 2019 | Artista Popular Coreano                                      | Blackpink                           | Indicado  | [ 1 ]         |
| Asia Artist Awards                     | 2016 | Prêmio Novo Cantor                                           | Blackpink                           | Venceu    | [ 2 ]         |
| Asia Artist Awards                     | 2016 | Prêmio de Popularidade - Música                              | Blackpink                           | Indicado  | [ 3 ]         |
| Asia Artist Awards                     | 2017 | Prêmio de Popularidade - Música                              | Blackpink                           | Indicado  | [ 4 ]         |
| Asia Artist Awards                     | 2018 | Prêmio de Popularidade - Música                              | Blackpink                           | Indicado  | [ 5 ]         |
| Asia Artist Awards                     | 2019 | Prêmio de Popularidade StarNews - Grupo Feminino             | Blackpink                           | Indicado  | [ 6 ]         |
| Asia Artist Awards                     | 2019 | Prêmio AAA X Dongnam Media e FPT de Popularidade Politécnica | Blackpink                           | Indicado  | [ 7 ]         |
| Asian Pop Music Awards                 | 2020 | Best Group Overseas                                          | Blackpink                           | Venceu    | [ 8 ]         |
| Asian Pop Music Awards                 | 2020 | Best Album Overseas                                          | The Album                           | Venceu    | [ 8 ]         |
| Brand Awards                           | 2021 | Best Female Group                                            | Blackpink                           | Venceu    | [ 9 ]         |
| Bravo Otto                             | 2020 | Melhor K-pop                                                 | Blackpink                           | Venceu    | [ 10 ]        |
| Busan One Asia Festival                | 2017 | Prêmio Ícone de Estilo                                       | Blackpink                           | Venceu    |               |
| Channel R Radio Awards                 | 2020 | Best New Artist                                              | Blackpink                           | Venceu    |               |
| E! People's Choice Awards              | 2019 | O Grupo de 2019                                              | Blackpink                           | Venceu    | [ 11 ]        |
| E! People's Choice Awards              | 2019 | O Videoclipe de 2019                                         | "Kill This Love"                    | Venceu    | [ 11 ]        |
| E! People's Choice Awards              | 2019 | A Turnê de Concertos de 2019                                 | Blackpink World Tour (In Your Area) | Venceu    | [ 11 ]        |
| E! People's Choice Awards              | 2020 | O Grupo de 2020                                              | BlackPink                           | Indicado  |               |
| E! People's Choice Awards              | 2020 | O Videoclipe de 2020                                         | Ice Cream (With Selena Gomez)       | Indicado  | [ 12 ]        |
| Elle Style Awards                      | 2018 | Ícones do K-Style                                            | Blackpink                           | Venceu    | [ 13 ]        |
| Gaon Chart Music Awards                | 2017 | Novo Artista do Ano                                          | Blackpink                           | Venceu    | [ 14 ]        |
| Gaon Chart Music Awards                | 2017 | Canção do Ano - Agosto                                       | "Whistle"                           | Venceu    | [ 14 ]        |
| Gaon Chart Music Awards                | 2017 | Canção do Ano - Novembro                                     | "Playing with Fire"                 | Venceu    | [ 14 ]        |
| Gaon Chart Music Awards                | 2018 | Prêmio Novo Artista Mundial                                  | Blackpink                           | Venceu    | [ 15 ]        |
| Gaon Chart Music Awards                | 2019 | Canção do Ano - Junho                                        | "Ddu-Du Ddu-Du"                     | Venceu    | [ 16 ]        |
| Gaon Chart Music Awards                | 2019 | Canção do Ano - Junho                                        | "Forever Young"                     | Indicado  | [ 17 ]        |
| Gaon Chart Music Awards                | 2020 | Álbum do Ano - 2º Trimestre                                  | Kill This Love                      | Indicado  | [ 18 ]        |
| Gaon Chart Music Awards                | 2020 | Canção do Ano - Abril                                        | "Kill This Love"                    | Indicado  | [ 19 ]        |
| Gaon Chart Music Awards                | 2021 | The Stylist of the Year                                      | How You Like That                   | Venceu    | [ 20 ]        |
| Gaon Chart Music Awards                | 2021 | Canção do Ano - Junho                                        | How You Like That                   | Venceu    | [ 20 ]        |
| Gaon Chart Music Awards                | 2021 | Canção do Ano - Agosto                                       | Ice Cream (with Selena Gomez)       | Indicado  | [ 20 ]        |
| Gaon Chart Music Awards                | 2021 | Canção do Ano - Outubro                                      | Lovesick Girls                      | Venceu    | [ 20 ]        |
| Gaon Chart Music Awards                | 2021 | Social Hot Stark of the Year                                 | Blackpink                           | Venceu    | [ 20 ]        |
| Gaon Chart Music Awards                | 2021 | Escolha Global Mubeat (Female)                               | Blackpink                           | Venceu    | [ 20 ]        |
| Genie Music Awards                     | 2018 | Artista do Ano                                               | Blackpink                           | Indicado  | [ 21 ]        |
| Genie Music Awards                     | 2018 | Prêmio Grupo Feminino                                        | Blackpink                           | Indicado  | [ 21 ]        |
| Genie Music Awards                     | 2018 | Prêmio Genie de Popularidade Musical                         | Blackpink                           | Indicado  | [ 21 ]        |
| Genie Music Awards                     | 2018 | Faixa de Dança (Feminino)                                    | "Ddu-Du Ddu-Du"                     | Indicado  | [ 21 ]        |
| Genie Music Awards                     | 2018 | Canção do Ano                                                | "Ddu-Du Ddu-Du"                     | Indicado  | [ 21 ]        |
| Genie Music Awards                     | 2019 | Artista do Ano                                               | Blackpink                           | Indicado  | [ 22 ]        |
| Genie Music Awards                     | 2019 | Prêmio Grupo Feminino                                        | Blackpink                           | Indicado  | [ 22 ]        |
| Genie Music Awards                     | 2019 | Artista Performáticos (Feminino)                             | Blackpink                           | Indicado  | [ 22 ]        |
| Genie Music Awards                     | 2019 | Prêmio Genie de Popularidade Musical                         | Blackpink                           | Indicado  | [ 22 ]        |
| Genie Music Awards                     | 2019 | Prêmio de Popularidade Global                                | Blackpink                           | Indicado  | [ 22 ]        |
| Girls' Choice Music                    | 2019 | Grupo de Música Mais Empoderador do Ano                      | Blackpink                           | Pendente  | [ 23 ]        |
| Golden Disc Awards                     | 2017 | Novo Artista do Ano                                          | Blackpink                           | Venceu    | [ 24 ]        |
| Golden Disc Awards                     | 2017 | Prêmio de Popularidade da Asian Choice                       | Blackpink                           | Indicado  | [ 25 ]        |
| Golden Disc Awards                     | 2017 | Bonsang Digital                                              | "Whistle"                           | Indicado  | [ 26 ]        |
| Golden Disc Awards                     | 2018 | Bonsang Digital                                              | "As If It's Your Last"              | Venceu    | [ 27 ]        |
| Golden Disc Awards                     | 2018 | Daesang Digital                                              | "As If It's Your Last"              | Indicado  | [ 28 ]        |
| Golden Disc Awards                     | 2018 | Prêmio de Popularidade                                       | Blackpink                           | Indicado  | [ 28 ]        |
| Golden Disc Awards                     | 2019 | Prêmio de Artista Cosmopolita                                | Blackpink                           | Venceu    | [ 29 ]        |
| Golden Disc Awards                     | 2019 | Bonsang Digital                                              | "Ddu-Du Ddu-Du"                     | Venceu    | [ 29 ]        |
| Golden Disc Awards                     | 2019 | Daesang Digital                                              | "Ddu-Du Ddu-Du"                     | Indicado  | [ 30 ]        |
| Golden Disc Awards                     | 2019 | Prêmio de Popularidade                                       | Blackpink                           | Indicado  | [ 31 ]        |
| Golden Disc Awards                     | 2020 | Bonsang Digital                                              | "Kill This Love"                    | Indicado  | [ 32 ]        |
| Golden Disc Awards                     | 2020 | Prêmio de Popularidade                                       | Blackpink                           | Indicado  | [ 33 ]        |
| Golden Disc Awards                     | 2021 | Bonsang Digital                                              | How You Like That                   | Venceu    | [ 34 ]        |
| Golden Disc Awards                     | 2021 | Bonsang Álbum Fisico                                         | The Album                           | Venceu    | [ 34 ]        |
| Golden Disc Awards                     | 2021 | Premio de Popularidade                                       | Blackpink                           | Indicado  | [ 34 ]        |
| Hallyu K Fans' Choice Awards           | 2016 | Melhor Grupo Feminino                                        | Blackpink                           | Venceu    | [ 35 ]        |
| Hallyu K Fans' Choice Awards           | 2016 | Melhor Novo Grupo                                            | Blackpink                           | Venceu    | [ 35 ]        |
| iHeartRadio Music Awards               | 2020 | Melhor Videoclipe                                            | "Kill This Love"                    | Indicado  | [ 36 ]        |
| Japan Gold Disc Award                  | 2018 | Os 3 Melhores Artistas Novos (Ásia)                          | Blackpink                           | Venceu    | [ 37 ]        |
| JOOX Thailand Music Awards             | 2018 | Artista de K-Pop do Ano                                      | Blackpink                           | Indicado  | [ 38 ]        |
| JOOX Thailand Music Awards             | 2019 | Artista de K-Pop do Ano                                      | Blackpink                           | Indicado  | [ 39 ]        |
| JOOX Thailand Music Awards             | 2020 | Artista de K-Pop do Ano                                      | Blackpink                           | Venceu    | [ 40 ]        |
| Korea Popular Music Awards             | 2018 | Prêmio de Popularidade                                       | Blackpink                           | Indicado  | [ 42 ]        |
| Korea Popular Music Awards             | 2018 | Artista do Ano                                               | Blackpink                           | Indicado  | [ 43 ]        |
| Korea Popular Music Awards             | 2018 | Canção do Ano                                                | "Ddu-Du Ddu-Du"                     | Indicado  | [ 43 ]        |
| Korea Popular Music Awards             | 2018 | Melhor Grupo de Dança                                        | "Ddu-Du Ddu-Du"                     | Indicado  | [ 43 ]        |
| Prêmio Kpop Starz                      | 2016 | Melhor Novo Grupo de K-pop do Ano                            | Blackpink                           | Venceu    | [ 44 ]        |
| Prêmio Kpop Starz                      | 2019 | Grupo Feminino de K-pop mais Influente - Top 3               | Blackpink                           | Venceu    | [ 45 ]        |
| Melon Music Awards                     | 2016 | Melhor Novo Artista                                          | Blackpink                           | Venceu    | [ 46 ]        |
| Melon Music Awards                     | 2016 | Top 10 Artistas                                              | Blackpink                           | Indicado  | [ 47 ]        |
| Melon Music Awards                     | 2017 | Top 10 Artistas                                              | Blackpink                           | Indicado  | [ 48 ]        |
| Melon Music Awards                     | 2017 | Prêmio Kakao Hot Star                                        | Blackpink                           | Indicado  | [ 48 ]        |
| Melon Music Awards                     | 2017 | Melhor Dança Feminina                                        | "As If It's Your Last"              | Indicado  | [ 48 ]        |
| Melon Music Awards                     | 2017 | Canção do Ano                                                | "As If It's Your Last"              | Indicado  | [ 48 ]        |
| Melon Music Awards                     | 2018 | Melhor Dança Feminina                                        | "Ddu-Du Ddu-Du"                     | Venceu    | [ 46 ]        |
| Melon Music Awards                     | 2018 | Top 10 Artistas                                              | Blackpink                           | Venceu    | [ 46 ]        |
| Melon Music Awards                     | 2018 | Artista do Ano                                               | Blackpink                           | Indicado  | [ 46 ]        |
| Melon Music Awards                     | 2018 | Prêmio Kakao Hot Star                                        | Blackpink                           | Indicado  | [ 49 ]        |
| Melon Music Awards                     | 2018 | Álbum do Ano                                                 | Square Up                           | Indicado  | [ 49 ]        |
| Melon Music Awards                     | 2018 | Canção do Ano                                                | "Ddu-Du Ddu-Du"                     | Indicado  | [ 49 ]        |
| Melon Music Awards                     | 2019 | Top 10 Artistas                                              | Blackpink                           | Indicado  | [ 50 ]        |
| Melon Music Awards                     | 2019 | Melhor Faixa de Rap/Hip Hop                                  | "Kill This Love"                    | Indicado  | [ 51 ]        |
| Melon Music Awards                     | 2020 | Musica do Ano                                                | How You Like That                   | Indicado  | [ 52 ]        |
| Melon Music Awards                     | 2020 | Melhor Dança Feminina                                        | How You Like That                   | Venceu    | [ 52 ]        |
| Melon Music Awards                     | 2020 | Artista do Ano                                               | Blackpink                           | Indicado  | [ 52 ]        |
| Melon Music Awards                     | 2020 | Premio de Popularidade                                       | Blackpink                           | Indicado  | [ 52 ]        |
| Melon Music Awards                     | 2020 | Album do ano                                                 | The Album                           | Indicado  | [ 52 ]        |
| Meus Prêmios Nick                      | 2018 | Artista Internacional Favorito                               | Blackpink                           | Indicado  | [ 53 ]        |
| Meus Prêmios Nick                      | 2018 | Fandom do Ano                                                | Blackpink                           | Indicado  | [ 53 ]        |
| Meus Prêmios Nick                      | 2019 | Artista Internacional Favorito                               | Blackpink                           | Indicado  | [ 54 ]        |
| Meus Prêmios Nick                      | 2019 | Fandom do Ano                                                | Blackpink                           | Indicado  | [ 54 ]        |
| Meus Prêmios Nick                      | 2020 | Hit Internacional Favorito                                   | "How You Like That"                 | Indicado  | [ 55 ]        |
| Meus Prêmios Nick                      | 2020 | Fandom do Ano                                                | Blink                               | Indicado  | [ 56 ]        |
| Mnet Asian Music Awards                | 2016 | Melhor Video Musical                                         | "Whistle"                           | Venceu    | [ 57 ]        |
| Mnet Asian Music Awards                | 2016 | Melhor da Próxima Artista Feminina                           | Blackpink                           | Venceu    | [ 57 ]        |
| Mnet Asian Music Awards                | 2016 | Melhor Novo Artista -Grupo Feminino                          | Blackpink                           | Indicado  | [ 58 ]        |
| Mnet Asian Music Awards                | 2016 | Artista do Ano                                               | Blackpink                           | Indicado  | [ 58 ]        |
| Mnet Asian Music Awards                | 2016 | Artista Favorito Mundial de iQiYi                            | Blackpink                           | Indicado  | [ 59 ]        |
| Mnet Asian Music Awards                | 2017 | Estrela Favorita de K-po                                     | Blackpink                           | Indicado  | [ 60 ]        |
| Mnet Asian Music Awards                | 2017 | Melhor Grupo Feminino                                        | Blackpink                           | Indicado  | [ 60 ]        |
| Mnet Asian Music Awards                | 2017 | Artista do Ano                                               | Blackpink                           | Indicado  | [ 60 ]        |
| Mnet Asian Music Awards                | 2018 | Top 10 dos Fãs em Todo o Mundo                               | Blackpink                           | Venceu    | [ 61 ]        |
| Mnet Asian Music Awards                | 2018 | Canção do Ano                                                | "Ddu-Du Ddu-Du"                     | Indicado  | [ 62 ]        |
| Mnet Asian Music Awards                | 2018 | Melhor Video Musical                                         | "Ddu-Du Ddu-Du"                     | Indicado  | [ 62 ]        |
| Mnet Asian Music Awards                | 2018 | Melhor Performance de Dança - Grupo Feminino                 | "Ddu-Du Ddu-Du"                     | Indicado  | [ 62 ]        |
| Mnet Asian Music Awards                | 2018 | Melhor Grupo Feminino                                        | Blackpink                           | Indicado  | [ 62 ]        |
| Mnet Asian Music Awards                | 2018 | Artista do Ano                                               | Blackpink                           | Indicado  | [ 62 ]        |
| Mnet Asian Music Awards                | 2018 | Ícone Mundial do Ano                                         | Blackpink                           | Indicado  | [ 62 ]        |
| Mnet Asian Music Awards                | 2018 | Artista de Dança Favorito (Feminino)                         | Blackpink                           | Indicado  | [ 62 ]        |
| Mnet Asian Music Awards                | 2019 | Top 10 dos Fãs em Todo o Mundo                               | Blackpink                           | Venceu    | [ 63 ]        |
| Mnet Asian Music Awards                | 2019 | Álbum do Ano                                                 | Kill This Love                      | Indicado  | [ 64 ]        |
| Mnet Asian Music Awards                | 2019 | Melhor Grupo Feminino                                        | Blackpink                           | Indicado  | [ 64 ]        |
| Mnet Asian Music Awards                | 2019 | Artista do Ano                                               | Blackpink                           | Indicado  | [ 64 ]        |
| Mnet Asian Music Awards                | 2019 | Ícone Mundial do Ano                                         | Blackpink                           | Indicado  | [ 64 ]        |
| Mnet Asian Music Awards                | 2019 | Artista Feminina Favorita                                    | Blackpink                           | Indicado  | [ 64 ]        |
| Mnet Asian Music Awards                | 2019 | Melhor Performance de Dança - Grupo Feminino                 | "Kill This Love"                    | Indicado  | [ 64 ]        |
| Mnet Asian Music Awards                | 2019 | Canção do Ano                                                | "Kill This Love"                    | Indicado  | [ 64 ]        |
| Mnet Asian Music Awards                | 2020 | Artista do Ano                                               | Blackpink                           | Indicado  | [ 65 ]        |
| Mnet Asian Music Awards                | 2020 | Melhor Grupo Feminino                                        | Blackpink                           | Venceu    | [ 65 ]        |
| Mnet Asian Music Awards                | 2020 | Top 10 dos fãs em todo o mundo                               | Blackpink                           | Venceu    | [ 65 ]        |
| Mnet Asian Music Awards                | 2020 | Melhor Performance de Dança - Grupo Feminino                 | How You Like That                   | Venceu    | [ 65 ]        |
| Mnet Asian Music Awards                | 2020 | Musica do Ano                                                | How You Like That                   | Indicado  | [ 65 ]        |
| MTV Europe Music Awards                | 2019 | Melhor Grupo                                                 | Blackpink                           | Indicado  | [ 66 ]        |
| MTV Millennial Awards                  | 2019 | Explosão K-Pop                                               | Blackpink                           | Indicado  | [ 67 ]        |
| MTV Millennial Awards Brazil           | 2019 | Explosão K-Pop                                               | Blackpink                           | Indicado  | [ 70 ]        |
| MTV Millennial Awards Brazil           | 2019 | Fandom do Ano                                                | Blackpink                           | Indicado  | [ 70 ]        |
| MTV Millennial Awards Brazil           | 2020 | Fandom do Ano                                                | Blackpink                           | Indicado  |               |
| MTV Millennial Awards Brazil           | 2020 | Feat Gringo                                                  | "Sour Candy"                        | Venceu    |               |
| MTV Video Music Awards                 | 2019 | Melhor Clipe de K-Pop                                        | Kill This Love                      | Indicado  | [ 71 ]        |
| MTV Video Music Awards                 | 2019 | Grupo do Ano                                                 | Blackpink                           | Indicado  |               |
| MTV Video Music Awards                 | 2020 | Grupo do Ano                                                 | Blackpink                           | Indicado  |               |
| MTV Video Music Awards                 | 2020 | Melhor Música de Verão                                       | How You Like That                   | Venceu    |               |
| MTV Video Music Awards                 | 2021 | Melhor Clipe de K-Pop                                        | Ice Cream (featuring Selena Gomez)  | Indicado  |               |
| MTV Video Music Awards                 | 2021 | Grupo do Ano                                                 | Blackpink                           | Indicado  |               |
| MTV Video Music Awards                 | 2022 | Grupo do Ano                                                 | Blackpink                           | Indicado  |               |
| MTV Video Music Awards                 | 2022 | Melhor Performance em Metaverso                              | Blackpink: The Virtual              | Venceu    |               |
| MTV Video Music Awards                 | 2023 | Melhor Clipe de K-Pop                                        | Pink Venom                          | Indicado  |               |
| MTV Video Music Awards                 | 2023 | Melhor Coreografia                                           | Pink Venom                          | Venceu    |               |
| MTV Video Music Awards                 | 2023 | Melhor Direção de Arte                                       | Pink Venom                          | Indicado  |               |
| MTV Video Music Awards                 | 2023 | Melhor Edição                                                | Pink Venom                          | Indicado  |               |
| MTV Video Music Awards                 | 2023 | Grupo do Ano                                                 | Blackpink                           | Venceu    |               |
| MTV Video Music Awards                 | 2023 | Show do Verão                                                | Born Pink World Tour                | Indicado  |               |
| MTV Video Music Awards Japan           | 2018 | Melhor Video de Dança                                        | "Ddu-Du Ddu-Du"                     | Venceu    | [ 72 ]        |
| Music Rank Extra Awards                | 2018 | Melhor Grupo Feminino do Ano                                 | Blackpink                           | Indicado  | [ 73 ]        |
| Music Rank Extra Awards                | 2018 | Melhor Perfomance de Grupo Asiático                          | Blackpink                           | Indicado  | [ 74 ]        |
| Music Rank Extra Awards                | 2018 | Melhor Grupo Feminino de K-pop                               | Blackpink                           | Venceu    | [ 75 ]        |
| Music Rank Extra Awards                | 2018 | Melhor Dança de Grupo Feminino                               | "As If It's Your Last"              | Venceu    | [ 75 ]        |
| Music Rank Extra Awards                | 2018 | Melhor Vocal de Grupo Feminino de K-Pop                      | Blackpink                           | Venceu    | [ 75 ]        |
| Music Rank Extra Awards                | 2019 | Melhor Grupo Feminino Asiático                               | Blackpink                           | Venceu    | [ 76 ]        |
| Music Rank Extra Awards                | 2019 | Melhor Ídolo Feminino Global de K-Pop                        | Blackpink                           | Venceu    | [ 77 ]        |
| Music Rank Extra Awards                | 2019 | Melhor Dança de Grupo de K-Pop                               | "Ddu-Du Ddu-Du"                     | Indicado  | [ 78 ]        |
| Music Rank Extra Awards                | 2020 | Melhor Grupo Feminino Asiático                               | Blackpink                           | Venceu    | [ 79 ]        |
| Music Rank Extra Awards                | 2020 | Melhor Ídolo Feminino Global de K-Pop                        | Blackpink                           | Venceu    | [ 80 ]        |
| Music Rank Extra Awards                | 2020 | Melhor Grupo Feminino de K-Pop                               | Blackpink                           | Indicado  | [ 81 ]        |
| Music Rank Extra Awards                | 2020 | Melhor Dança de Grupo de K-Pop                               | "Kill This Love"                    | Venceu    | [ 80 ]        |
| Nickelodeon Kids' Choice Awards        | 2019 | Estrela Global Favorita da Música                            | Blackpink                           | Indicado  | [ 82 ]        |
| Nickelodeon Mexico Kids' Choice Awards | 2019 | Artista ou Grupo Internacional Favorito                      | Blackpink                           | Indicado  | [ 83 ]        |
| Nickelodeon Mexico Kids' Choice Awards | 2019 | Melhor Fandom                                                | Blackpink                           | Indicado  | [ 83 ]        |
| Seoul Music Awards                     | 2017 | Novo Artista do Ano                                          | Blackpink                           | Venceu    | [ 84 ]        |
| Seoul Music Awards                     | 2017 | Prêmio Bonsang                                               | Blackpink                           | Indicado  | [ 85 ]        |
| Seoul Music Awards                     | 2017 | Prêmio Popularidade                                          | Blackpink                           | Indicado  | [ 86 ]        |
| Seoul Music Awards                     | 2017 | Prêmio Especial Hallyu                                       | Blackpink                           | Indicado  | [ 86 ]        |
| Seoul Music Awards                     | 2018 | Prêmio Bonsang                                               | Blackpink                           | Venceu    | [ 87 ]        |
| Seoul Music Awards                     | 2018 | Prêmio Daesang                                               | Blackpink                           | Indicado  | [ 88 ]        |
| Seoul Music Awards                     | 2018 | Prêmio Popularidade                                          | Blackpink                           | Indicado  | [ 88 ]        |
| Seoul Music Awards                     | 2018 | Prêmio Especial Hallyu                                       | Blackpink                           | Indicado  | [ 88 ]        |
| Seoul Music Awards                     | 2019 | Prêmio Bonsang                                               | Blackpink                           | Indicado  | [ 89 ]        |
| Seoul Music Awards                     | 2019 | Prêmio Popularidade                                          | Blackpink                           | Indicado  | [ 89 ]        |
| Seoul Music Awards                     | 2019 | Prêmio Especial Hallyu                                       | Blackpink                           | Indicado  | [ 89 ]        |
| Seoul Music Awards                     | 2020 | Prêmio Bonsang                                               | Blackpink                           | Indicado  | [ 90 ]        |
| Seoul Music Awards                     | 2020 | Prêmio Especial Hallyu                                       | Blackpink                           | Indicado  | [ 90 ]        |
| Seoul Music Awards                     | 2020 | Prêmio Popularidade                                          | Blackpink                           | Indicado  | [ 90 ]        |
| Seoul Music Awards                     | 2020 | Prêmio QQ Music de Artista Mais Popular de K-Pop             | Blackpink                           | Indicado  | [ 91 ]        |
| Seoul Music Awards                     | 2021 | Main Awards                                                  | How You Like That                   | Pendente  | [ 92 ]        |
| Seoul Music Awards                     | 2021 | Prêmio de Popularidade                                       | Blackpink                           | Pendente  | [ 92 ]        |
| Seoul Music Awards                     | 2021 | K-wave Popular                                               | Blackpink                           | Pendente  | [ 92 ]        |
| Seoul Music Awards                     | 2021 | Legend Rookie Prize                                          | Blackpink                           | Pendente  | [ 92 ]        |
| Shorty Awards                          | 2019 | Melhor na Música                                             | Blackpink                           | Venceu    | [ 93 ]        |
| Soompi Awards                          | 2017 | Novo Artista do Ano                                          | Blackpink                           | Venceu    | [ 94 ]        |
| Soompi Awards                          | 2018 | Melhor Grupo Feminino                                        | Blackpink                           | Indicado  |               |
| Soompi Awards                          | 2019 | Melhor Grupo Feminino                                        | Blackpink                           | Venceu    | [ 95 ]        |
| Soribada Best K-Music Awards           | 2017 | Prêmio Bonsang                                               | Blackpink                           | Indicado  | [ 96 ]        |
| Soribada Best K-Music Awards           | 2017 | Prêmio Popularidade                                          | Blackpink                           | Indicado  | [ 96 ]        |
| Soribada Best K-Music Awards           | 2018 | Prêmio Bonsang                                               | Blackpink                           | Indicado  | [ 97 ] [ 98 ] |
| Soribada Best K-Music Awards           | 2018 | Prêmio Popularidade (Feminino)                               | Blackpink                           | Indicado  | [ 97 ] [ 98 ] |
| Soribada Best K-Music Awards           | 2018 | Prêmio Fandom Global                                         | Blackpink                           | Indicado  | [ 97 ] [ 98 ] |
| Soribada Best K-Music Awards           | 2019 | Prêmio Bonsang                                               | Blackpink                           | Indicado  | [ 99 ]        |
| Soribada Best K-Music Awards           | 2019 | Prêmio Popularidade (Feminino)                               | Blackpink                           | Indicado  | [ 99 ]        |
| Spotify Awards                         | 2020 | Artista de K-pop Mais Ouvido (Feminino)                      | Blackpink                           | Venceu    | [ 102 ]       |
| SSE Live Awards                        | 2019 | Melhor Grupo                                                 | Blackpink                           | Venceu    | [ 103 ]       |
| SSE Live Awards                        | 2019 | Evento do Ano                                                | Blackpink                           | Venceu    | [ 103 ]       |
| Teen Choice Awards                     | 2018 | Choice Artista Internacional                                 | Blackpink                           | Indicado  | [ 104 ]       |
| Teen Choice Awards                     | 2018 | Choice Próxima Grande Coisa                                  | Blackpink                           | Indicado  | [ 104 ]       |
| Teen Choice Awards                     | 2018 | Choice Fandom                                                | Blackpink                           | Indicado  | [ 104 ]       |
| Teen Choice Awards                     | 2019 | Choice Canção: Grupo                                         | "Ddu-Du Ddu-Du"                     | Venceu    | [ 105 ]       |
| Teen Choice Awards                     | 2019 | Choice Artista Internacional                                 | Blackpink                           | Indicado  | [ 106 ]       |
| Teen Choice Awards                     | 2019 | Choice Fandom                                                | Blackpink                           | Indicado  | [ 106 ]       |
| Teen Choice Awards                     | 2019 | Choice Turnê de Verão                                        | Blackpink World Tour (In Your Area) | Indicado  | [ 106 ]       |
| Telehit Awards                         | 2019 | Melhor K-pop do Ano                                          | Blackpink                           | Indicado  | [ 107 ]       |
| Tencent Music Entertainment Awards     | 2019 | Melhor Artista Japonês e Coreano do Ano                      | Blackpink                           | Venceu    | [ 108 ]       |
| V Live Awards                          | 2017 | Novo Artista Global Top 5                                    | Blackpink                           | Venceu    | [ 109 ]       |
| V Live Awards                          | 2018 | Artista Global Top 10                                        | Blackpink                           | Venceu    | [ 110 ]       |
| V Live Awards                          | 2019 | Artista Global Top 10                                        | Blackpink                           | Venceu    | [ 111 ]       |
| V Live Awards                          | 2019 | Artista Global Top 12                                        | Blackpink                           | Venceu    | [ 112 ]       |
| V Live Awards                          | 2019 | Melhor Canal - 3 Milhões de Seguidores                       | Blackpink                           | Indicado  | [ 113 ]       |
| V Live Awards                          | 2019 | O Artista Mais Amado                                         | Blackpink                           | Indicado  | [ 114 ]       |

## Music Show Wins
Até 2020 o grupo ganhou o total de 46 music show wins, o seu primeiro win foi no dia 21 de agosto de 2016 com Whistle no Inkigayo, uma semana após o seu debut.

### Show Champion
| Ano  | Data          | Canção            | Ref.    |
| ---- | ------------- | ----------------- | ------- |
| 2020 | 08 de Julho   | How You Like That | [ 115 ] |
| 2020 | 15 de Julho   | How You Like That | [ 115 ] |
| 2020 | 29 de Julho   | How You Like That | [ 115 ] |
| 2020 | 14 de Outubro | Lovesick Girls    | [ 115 ] |

### M! Countdown
| Ano  | Data           | Canção            | Ref.    |
| ---- | -------------- | ----------------- | ------- |
| 2016 | 09 de Setembro | Whistle           | [ 116 ] |
| 2018 | 28 de Junho    | DDu Du DDu Du     | [ 116 ] |
| 2018 | 05 de Julho    | DDu Du DDu Du     | [ 116 ] |
| 2018 | 12 de Julho    | DDu Du DDu Du     | [ 116 ] |
| 2020 | 09 de Julho    | How You Like That | [ 115 ] |
| 2020 | 16 de Julho    | How You Like That | [ 115 ] |
| 2020 | 15 de Outubro  | Lovesick Girls    | [ 115 ] |

### Music Bank
| Ano  | Data          | Canção            | Ref.    |
| ---- | ------------- | ----------------- | ------- |
| 2018 | 29 de Junho   | Deu Du DDu Du     | [ 116 ] |
| 2020 | 10 de Julho   | How You Like That | [ 115 ] |
| 2020 | 31 de Julho   | How You Like That | [ 115 ] |
| 2020 | 16 de Outubro | Lovesick Girls    | [ 115 ] |

### Music Core
| Ano  | Data        | Canção            | Ref.    |
| ---- | ----------- | ----------------- | ------- |
| 2018 | 23 de Junho | DDu Du DDu Du     | [ 116 ] |
| 2018 | 30 de Junho | DDu Du DDu Du     | [ 116 ] |
| 2018 | 07 de Julho | DDu Du DDu Du     | [ 116 ] |
| 2018 | 14 de Julho | DDu Du DDu Du     | [ 116 ] |
| 2020 | 11 de Julho | How You Like That | [ 115 ] |
| 2020 | 18 de Julho | How You Like That | [ 115 ] |
| 2020 | 25 de Julho | How You Like That | [ 115 ] |

### Inkigayo
| Ano  | Data           | Canção                        | Notas                    | Ref.    |
| ---- | -------------- | ----------------------------- | ------------------------ | ------- |
| 2016 | 21 de Agosto   | Whistle                       |                          | [ 116 ] |
| 2016 | 11 de Setembro | Whistle                       |                          | [ 116 ] |
| 2016 | 27 de Novembro | Playing with Fire             |                          | [ 116 ] |
| 2016 | 04 de Dezembro | Playing with Fire             |                          | [ 116 ] |
| 2017 | 02 de Julho    | As if it's Your Last          |                          | [ 116 ] |
| 2017 | 09 de Julho    | As if it's Your Last          |                          | [ 116 ] |
| 2017 | 17 de Julho    | As if it's Your Last          |                          | [ 116 ] |
| 2018 | 24 de Junho    | DDu Du DDu Du                 |                          | [ 116 ] |
| 2018 | 01 de Julho    | DDu Du DDu Du                 |                          | [ 116 ] |
| 2018 | 08 de Julho    | DDu Du DDu Du                 |                          | [ 116 ] |
| 2019 | 21 de Abril    | Kill This Love                |                          | [ 116 ] |
| 2019 | 26 de Maio     | Kill This Love                |                          | [ 116 ] |
| 2020 | 05 de Julho    | How You Like That             |                          | [ 115 ] |
| 2020 | 12 de Julho    | How You Like That             |                          | [ 115 ] |
| 2020 | 19 de Julho    | How You Like That             |                          | [ 115 ] |
| 2020 | 20 de Setembro | Ice Cream (with Selena Gomez) | Triple Crown (3 premios) | [ 115 ] |
| 2020 | 11 de Outubro  | Lovesick Girls                |                          | [ 115 ] |
| 2020 | 18 de Outubro  | Lovesick Girls                |                          | [ 115 ] |
| 2020 | 25 de Outubro  | Lovesick Girls                |                          | [ 115 ] |

## Outros prêmios

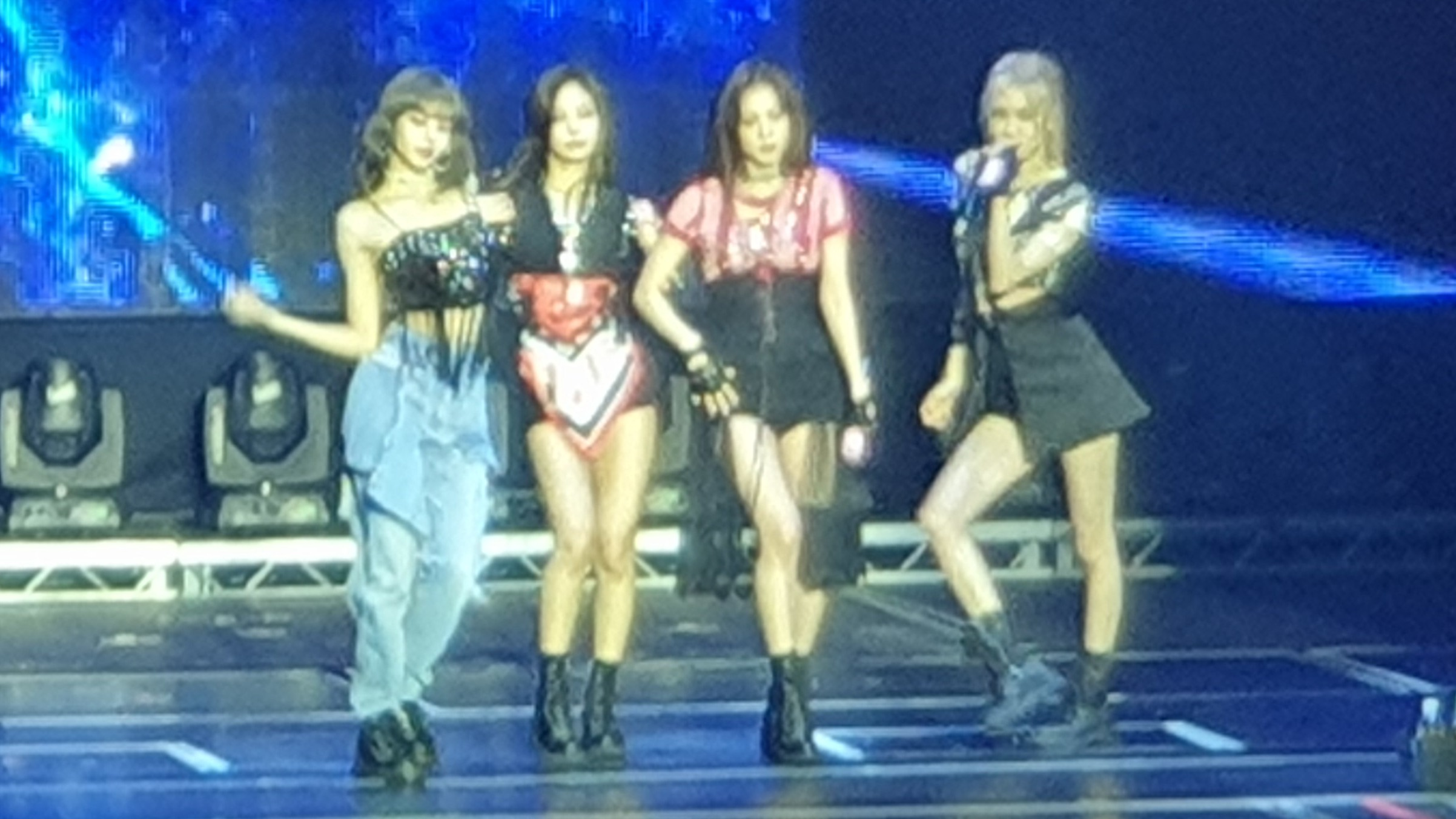
Blackpink cantando "Kill This Love" em Amsterdã, em 18 de maio de 2019. O single já detinha três recordes mundiais do Guinness.

### Artigos de lista
| Publicado  | Ano  | Artigo                      | Posição  | Ref.    |
| ---------- | ---- | --------------------------- | -------- | ------- |
| Forbes     | 2019 | Korea Power Celebrity       | 1° lugar | [ 117 ] |
| Forbes     | 2019 | 30 Under 30 (Asia)          | Colocado | [ 118 ] |
| Forbes     | 2020 | Korea Power Celebrity       | 3° lugar | [ 119 ] |
| Gold House | 2020 | A100 List                   | Colocado | [ 120 ] |
| Time       | 2019 | Time 100 Next               | Colocado | [ 121 ] |
| Paper      | 2020 | K-pop Sensation of the Year | 1° lugar | [ 122 ] |

### Recordes mundiais
| † | Indica um antigo recordista |

| Publicação             | Ano  | Recorde mundial                                                                        | Recordista            | Ref.    |
| ---------------------- | ---- | -------------------------------------------------------------------------------------- | --------------------- | ------- |
| Guinness World Records | 2019 | Vídeo do YouTube mais visto em 24 horas                                                | † "Kill This Love"    | [ 123 ] |
| Guinness World Records | 2019 | Videoclipe do YouTube mais visto em 24 horas                                           | † "Kill This Love"    | [ 123 ] |
| Guinness World Records | 2019 | Videoclipe mais visto no YouTube em 24 horas por um grupo de K-pop                     | † "Kill This Love"    | [ 123 ] |
| Guinness World Records | 2020 | Videoclipe do YouTube mais visto em 24 horas                                           | † "How You Like That" | [ 124 ] |
| Guinness World Records | 2020 | Videoclipe musical do YouTube mais visto em 24 horas                                   | † "How You Like That" | [ 124 ] |
| Guinness World Records | 2020 | Videoclipe musical de grupo de k-pop no Youtube mais visto em 24 horas                 | † "How You Like That" | [ 124 ] |
| Guinness World Records | 2020 | O maior número de visualizações simultâneas em uma estreia no YouTube                  | † "How You Like That" | [ 124 ] |
| Guinness World Records | 2020 | O maior número de visualizações simultâneas em uma estreia de vídeo musical no YouTube | † "How You Like That" | [ 124 ] |